# Miss Cameroun 2020
Miss Cameroun 2020, 14e élection du concours Miss Cameroun, s'est déroulée le 29 décembre 2019 au Palais Polyvalents des Sports de Yaoundé.
La gagnante, Audrey Nabila Monkam, succède à Aimée Caroline Nseke, Miss Cameroun 2017 qui a gardé la couronne deux ans en raison de l’annulation de l’édition 2018 de Miss Cameroun et la suspension du Comica par le Ministre des Arts et de la Culture.
Audrey Nabila Monkam, Miss Cameroon 2020, a 24 ans et mesure 1.80M. Elle est étudiante et titulaire d’une licence en banque et finance. Originaire de Bali Nyonga dans la région du Nord-Ouest, c'est la première candidate anglophone depuis 14 ans à remporter la couronne de Miss Cameroun.

## Classement final
| Titre              | Candidates                                    |
| ------------------ | --------------------------------------------- |
| Miss Cameroun 2020 | - Nord-Ouest - Audrey Nabila Monkam           |
| 1re dauphine       | - Diaspora Canada - Marguerite Dieunie Kilama |
| 2e dauphine        | - Sud-Ouest - Rose- Noella Moyou Arrey        |
| 3e dauphine        | - Centre - Charline S. Nkoa Amougou           |
| 4e dauphine        | - Sud-Ouest - Adama Ruth Ule Ayanuru          |
| 5e dauphine        | - Littoral - Duchess Irene Kolle              |

## Candidates
L'édition 2020 de Miss Cameroun a mis en compétition 19 candidates issues des 10 régions du Cameroun et de la diaspora. 

## Observations
- La cérémonie présidée par le Ministre des Arts et de la Culture, Ismaël Bidoung Mkpwatt, s'est déroulée en présence de nombreux invités parmi lesquels Rusland Obiang Nsue, Conseiller spécial du président de la République de la Guinée Equatoriale, Miss Angleterre 2019 Mukherjee Bhasha et  Miss Côte d’Ivoire 2019 Tara Gueye[1].

### Articles Connexes
- Miss Cameroun
- Niki Heat